# Kristin
Kristin  è una serie televisiva statunitense in 13 episodi di cui sei trasmessi per la prima volta nel corso di una sola stagione nel 2001.
È una sitcom incentrata sulle vicende di Kristin Yancey, una donna che accetta un lavoro come segretaria a New York City mentre è in cerca di lavoro nel mondo dello spettacolo.

## Personaggi e interpreti
- Kristin Yancey, interpretata da Kristin Chenoweth.
- Tommy Ballantine, interpretato da Jon Tenney.
- Aldo Bonnadonna, interpretato da Larry Romano.
- Santa Clemente, interpretata da Ana Ortiz.
- Tyrique Kimbrough, interpretato da Dale Godboldo.
- Reverendo Thornhill, interpretato da Christopher Durang.

## Produzione
La serie, ideata da John Markus e Earl Pomerantz, fu prodotta da Markusfarms e Paramount Network Television Productions. In patria, durante la prima televisiva, fu annullata dopo soli sei episodi per gli scarsi risultati di ascolto.

### Registi
- Paul Lazarus
- Ken Levine
- Lee Shallat Chemel

### Sceneggiatori
- John Markus
- Dan Cohen
- Jamie Gorenberg
- Earl Pomerantz
- F.J. Pratt
- Dawn Urbont
- Alicia Sky Varinaitis
- Bill Wrubel

## Distribuzione
La serie è stata trasmessa negli Stati Uniti dal 5 giugno 2001 al 10 luglio 2001 sulla rete televisiva NBC. In Italia è stata trasmessa dal 6 giugno 2004 su RaiDue con il titolo Kristin.
Alcune delle uscite internazionali sono state:
- negli Stati Uniti il 5 giugno 2001 (Kristin)
- in Norvegia ad aprile 2003
- in Italia (Kristin)

## Episodi
| Stagione       | Episodi | Prima TV USA |
| -------------- | ------- | ------------ |
| Prima stagione | 13      | 2001         |